# Delfim Moreira, Minas Gerais
Delfim Moreira är en kommun i Brasilien.   Den ligger i delstaten Minas Gerais, i den sydöstra delen av landet, 800 km söder om huvudstaden Brasília. Antalet invånare är 7 971. Arean är 408 kvadratkilometer.
Terrängen i Delfim Moreira är kuperad åt nordväst, men åt sydost är den bergig.